# Gerhard Conrad (Agent)

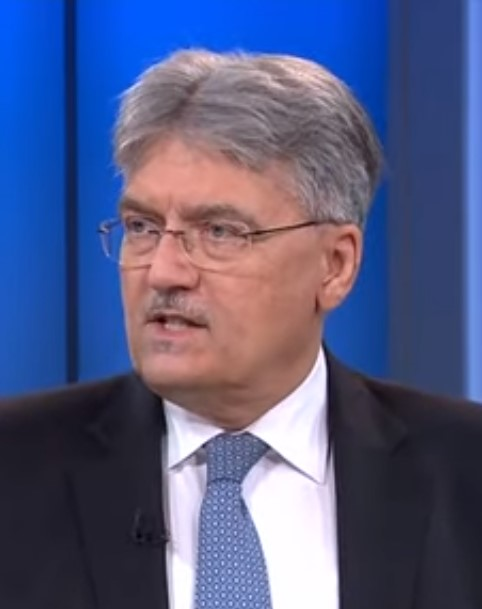
Gerhard Conrad (2022)

Gerhard Conrad (* 31. Oktober 1954 in Freiburg im Breisgau) ist ein deutscher Islamwissenschaftler, Jurist und ehemaliger Mitarbeiter des Bundesnachrichtendienstes (BND). Er wurde als Vermittler in Verhandlungen zur Geiselbefreiung im Nahen Osten bekannt. Von 2016 bis 2019 leitete er als Direktor das INTCEN (EU Intelligence Analysis Centre) des Europäischen Auswärtigen Dienstes in Brüssel. Er trat am 1. November 2019 in den Ruhestand. Er ist Visiting Professor am King’s College London und seit 2020 Mitglied im Vorstand des Gesprächskreises Nachrichtendienste in Deutschland.

## Leben
Gerhard Conrad wurde als zweiter Sohn des Diplomingenieurs Adrian Conrad und dessen Frau Herta, geb. König, in Freiburg geboren. Er wuchs in Freiburg, Kaiserslautern und ab 1963 schließlich in Karlsruhe in nach eigenen Angaben bildungsbürgerlichen, jedoch auch recht bodenständigen Verhältnissen auf. Nach dem Abitur am neusprachlich-naturwissenschaftlichen Helmholtz-Gymnasium und der Ableistung des Wehrdienstes studierte er ab dem Wintersemester 1975/76 Arabisch, Englisch und Französisch an der Johannes Gutenberg-Universität Mainz, wechselte jedoch ein Jahr später an die Albert-Ludwigs-Universität Freiburg, wo er ein Studium der Rechtswissenschaften und Islamwissenschaften begann. Seit 1978 setzte er sein Studium an der Rheinischen Friedrich-Wilhelms-Universität Bonn fort. Er besuchte Sprachkurse am Institut Bourguiba in Tunis und an der Madrasa Sadiyya in Kairo und reiste 1982/83 für ein sechswöchiges Handschriftenstudium an die Maktaba Zahiriyya nach Damaskus. Auf der Suche nach seiner kurzzeitig verschwundenen Cousine reiste er auch nach Marokko. Im Juli 1987 wurde er in Bonn im Fach Islamwissenschaften mit einer von Klaus Lech betreuten Arbeit zur syrischen Rechtsgeschichte promoviert.
In den 1980er Jahren war Conrad als Reserveoffizier und Referent für den Nahen Osten wiederholt und meist im Sommer, anfangs als Leutnant, eingesetzt im Führungsstab der Streitkräfte im Bundesministerium der Verteidigung und dort in der Stabsabteilung II (Militärisches Nachrichtenwesen) im Referat 4 (Wehrlage West/übrige Welt), welches für den Nahen Osten, Afrika, Asien und Südamerika zuständig und mit vier Stabsoffizieren besetzt war. Die Stelle hatte er auf Vermittlung seines Völkerrechts-Professors erhalten, als er in Bonn Rechtswissenschaft studierte und eine Stelle für sein Pflichtpraktikum suchte. Dort hatte er erste Kontakte mit seinem späteren Arbeitgeber, dem BND.:91 f.
Im Frühjahr 1989 wurde Conrad im Dienstgrad Hauptmann als Reserveoffizier an den Militärattachéstab der Deutschen Botschaft Damaskus zu einer sechswöchigen Wehrübung entsandt. Als der deutsche Militärattaché bei einem Autounfall ums Leben kam, übernahm Conrad die Dienststellung, wofür er das Ehrenkreuz der Bundeswehr verliehen bekam.:95 f. Durch den Führungsstab der Bundeswehr und den BND-Residenten in Damaskus wurde Conrad für den BND getippt. Damals schrieb der BND aus Sicherheitsgründen keine Stellen öffentlich aus und nahm keine Initiativbewerbungen an. Eingestellt werden konnte man nur auf Empfehlung.:96 f.
Am 1. August 1990 trat Conrad in den BND am Dienstort Pullach im Isartal ein und kam anfangs in die Abteilung Auswertung. In den ersten Wochen kam er wie viele Neueinsteller im BND-Objekt Perle in Grünwald, einem Nachbarort von Pullach, unter. Er absolvierte einen vier bis sechswöchigen Einführungslehrgang und später ein dreimonatiges operatives Praktikum zur Vorbereitung einer Tätigkeit in der Beschaffung.:98f. 1993 verbrachte er eine dreiwöchige landeskundliche Studienreise in Saudi-Arabien. Seit 1990 war er als Experte für die arabische Welt, insbesondere zu Fragen des Islamismus und Terrorismus eingesetzt. Diese waren in den 1990er Jahren im BND kaum vorhanden aufgrund der historischen Fokussierung auf den Ostblock.:120
An der Deutschen Botschaft in Damaskus leitete er von 1998 bis 2002 die BND-Residentur.:163 Daneben war er für den BND auch in Beirut und Jerusalem tätig. Ende 2011 wurde Conrad Leiter des BND-Leitungsstabs.:125 Danach wechselte er als Resident an die Deutsche Botschaft London.:269 ff.
Von 2016 bis zum 31. August 2019 koordinierte er als Direktor des dem Hohen Vertreter der EU für Außen- und Sicherheitspolitik unterstellten EU Intelligence Analysis Centre (INTCEN) nachrichtendienstliche Arbeiten der Europäischen Union. Danach kehrte er für wenige Wochen in den aktiven Dienst des BND zurück, bevor er in den Ruhestand trat.:304

### Tätigkeit als Vermittler in Verhandlungen zur Geiselbefreiung
Conrad wurde 2001 in das von Max Rehm geleitete Verhandlungsteam des BND berufen und übernahm bis zu Rehms Pensionierung 2004 schrittweise die Verantwortung, bevor er in den Folgejahren als leitender Vermittler die deutsche Verhandlungstätigkeit im Nahen Osten ausbaute und wesentlich prägte. Er war ein maßgeblicher Vermittler in indirekten Gesprächen zwischen Israel und der libanesischen Organisation Hisbollah, die zunächst im Januar 2004 und erneut im Juli 2008 jeweils zu einem Austausch von Gefangenen zwischen beiden Verhandlungspartnern führten. Bereits im Juli 1996 konnte mit deutscher Hilfe ein Austausch von sterblichen Überresten von Soldaten beider Seiten erreicht werden, wobei Conrads Beteiligung unklar ist. Im Sommer 2003 tauschte Israel auf Vermittlung eines vom damaligen Koordinator der Nachrichtendienste des Bundes im Bundeskanzleramt, Ernst Uhrlau, angeführten BND-Teams die Leichname zweier im Südlibanon getöteter Hisbollah-Kämpfer gegen Informationen zum Verbleib vermisster Soldaten der israelischen Armee. 2004, erneut unter Beteiligung Uhrlaus, wurden zwei von Israel entführte Hisbollah-Anführer, rund 30 weitere libanesische und übrige arabische und ein deutscher Gefangener ebenso aus israelischer Haft entlassen wie rund 400 Palästinenser, die in den Gaza-Streifen und das Westjordanland abgeschoben wurden. Im Gegenzug ließ Hisbollah den israelischen Geschäftsmann und Armee-Reservisten Elhanan Tannenbaum frei und übergab die Leichen von drei israelischen Soldaten.
Außer als Vermittler in Verhandlungen um israelische Soldaten war Conrad nach israelischen Presseberichten auch für Verhandlungen zur Befreiung mehrerer deutscher Staatsbürger in der Region verantwortlich: So erreichte er im Oktober 2007 die rasche Freilassung des deutsch-israelischen Doppelstaatsbürgers Daniel Scharon aus libanesischer Untersuchungshaft, und erwirkte im August 2008 die Rückreise dreier deutscher Bergtouristen, die in der Osttürkei von Kämpfern der kurdischen Untergrundorganisation PKK festgehalten wurden.
Für die Freilassung des wegen zweifachen Mordes verurteilten Kämpfers der Palästinensischen Befreiungsfront (PLF), Samir Kuntar, sowie vier weiterer Hisbollah-Kämpfer übergab die Hisbollah 2008 nach Vermittlung und unter direkter Überwachung von Conrad die Leichen der israelischen Soldaten Ehud Goldwasser und Eldad Regev. Offiziell hatte Conrad seit Anfang 2007 im Auftrag von UN-Generalsekretär Ban Ki-moon vermittelt, sein Name war im Zusammenhang der Verhandlungen erstmals durch wenige Monate später erschienene israelische Medienberichte öffentlich geworden. In einer Stellungnahme zum Abkommen bezeichnete das Bundeskanzleramt den Gefangenenaustausch als Erfolg für die Bundesregierung, den BND und den namentlich nicht genannten deutschen Vermittler, der inzwischen jedoch auch in deutschen Presseberichten als Gerhard Conrad benannt wurde. Conrads Rolle würdigte der Bericht des Kanzleramts ungewöhnlich detailliert: der Austausch habe „18 Monate eines kräftezehrenden Verhandlungs- und Reisemarathons“ erfordert, mit 200 Begegnungen auf 100 Reisen bei rund 700.000 Flugkilometern. In einer Presseerklärung zum Austausch dankte die israelische Regierung Conrad namentlich für seinen Einsatz.
Auch bei Verhandlungen zwischen der palästinensischen Organisation Hamas und Israel, die im Oktober 2011 zu einem Austausch des 2006 entführten israelischen Soldaten Gilad Schalit gegen 1027 Palästinenser führten, war Conrad einer der zentralen Vermittler. Nach Angaben der Frankfurter Allgemeinen Zeitung hatte Premierminister Benjamin Netanjahu Bundeskanzlerin Angela Merkel im Sommer 2009 persönlich um einen erneuten Einsatz von Conrad gebeten. Im Oktober 2009 vermittelte Conrad die Freilassung von zwanzig inhaftierten Palästinenserinnen im Austausch gegen eine aktuelle Videonachricht Schalits. Eine dem letztlich realisierten Abkommen bereits sehr ähnliche Kompromissformel präsentierte Conrad der israelischen Regierung bereits im Dezember 2009, damals entschied sich das Kabinett mit der entscheidenden Stimme Netanjahus jedoch knapp gegen den Vorschlag. Conrad wurde schließlich nach bereits weit gediehenen Gesprächen von Hamas im Frühjahr 2011 als zu israelfreundlich abgelehnt, so dass Vertreter des ägyptischen Geheimdienstes die Hauptrolle übernahmen, Conrad blieb jedoch beratend beteiligt.

## Privates und Auszeichnungen
Conrad ist verheiratet. Seine Ehefrau Beatrix Conrad arbeitete mindestens 2011 ebenfalls für den BND. An der Deutschen Botschaft in Damaskus war das Ehepaar gemeinsam tätig.
Am 29. Juli 2008 erhielt Conrad für seine Vermittlertätigkeit das Bundesverdienstkreuz am Bande. Nach erfolgreichem Abschluss der Verhandlungen um Schalit wurde Conrad sowohl vom israelischen Regierungschef Netanjahu als auch von Staatspräsident Schimon Peres persönlich empfangen, um ihm für seine Arbeit zu danken. Laut Peres hatte Conrad den „Grundstein für das Abkommen gelegt“.
Von der US-amerikanischen NGO Anti-Defamation League, die sich der internationalen Verteidigung von Juden gegen Benachteiligung und Antisemitismus widmet, wurde Conrad 2011 in New York City mit dem Paul-Ehrlich-Gunther-K.-Schwerin-Menschenrechtspreis ausgezeichnet.
Für die Übernahme der Dienstgeschäfte des deutschen Militärattachés in Damaskus nach dessen plötzlichen Tod, während Conrad dort zu einer Wehrübung entsandt war, erhielt er das Ehrenkreuz der Bundeswehr.:95 f.

## Veröffentlichungen
- Keine Lizenz zum Töten: 30 Jahre als BND-Mann und Geheimdiplomat – Ein Blick in die Welt der Geheimdienste. 1. Auflage. Econ, Berlin 2022, ISBN 978-3-430-21079-9.
- Europäische Nachrichtendienstkooperation – Entwicklungen, Erwartungen und Perspektiven. In: Jan-Hendrik Dietrich, Klaus Gärditz, Kurt Graulich, Christoph Gusy, Gunter Warg (Hrsg.): Reform der Nachrichtendienste zwischen Vergesetzlichung und Internationalisierung (= Beiträge zum Sicherheitsrecht und zur Sicherheitspolitik. Band 4). Mohr Siebeck, Tübingen 2019, ISBN 978-3-16-158196-0, S. 161–177.
- Die quḍāt Dimašq und der maḏhab al-Auzāʿī. Materialien zur syrischen Rechtsgeschichte. Franz Steiner Verlag, Stuttgart 1994 (Zugl.: Bonn, Univ., Diss., 1987 u.d.T.: Quḍāt Dimašq und der maḏhab al-Auzāʿī. Untersuchungen zur syrischen Rechtsgeschichte bis zum Beginn der Fatimidenära), ISBN 3-515-05588-6.
- Abūʼl-Ḥusain al-Rāzī (-347/958) und seine Schriften: Untersuchungen zur frühen Damaszener Geschichtsschreibung Beirut/Stuttgart 1991, ISBN 978-3-515-05265-8.
- Zur Bedeutung des Tārīḫ madīnat Dimašq als historische Quelle in: XXIV. deutscher Orientalistentag vom 26. bis 30. September 1988 in Köln. Texte und Ausgewählte Vorträge, herausgegeben von Werner Diem und Abdoldjavad Falaturi, Stuttgart 1990, ISBN 3-515-05356-5.
- Combatants and prisoners of war in classical Islamic law: concepts formulated by Hanafi jurists of the 12th century in: Revue de Droit Pénal Militaire et de Droit de la Guerre, Band 20, Nos 3–4, Brüssel 1981, S. 269–307.
- Nicht wissen ist tödlich: Der Nahe Osten und die Rolle der Geheimdienste. Econ, Berlin 2024, ISBN 978-3-430-21126-0